# کواترومد
کواترومد (انگلیسی: Quattromed) شرکت داروسازی استونیایی است، که در سال ۱۹۹۹ تأسیس شد.